# Fédération française d'aïkido, taijitsu et kendo
La Fédération Française d'Aïkido, Taijitsu et Kendo (F.F.A.T.K) a été créée en 1958.

## Historique
Elle a été fondée par Jim Alcheik, délégué du Yoseikan, directeur technique jusqu'à sa mort en fin janvier 1962 et par Émile Blanc, d'abord Secrétaire Général puis Président, avec le dojo Mochizuki au 62 avenue Parmentier à Paris, siège de la F.F.A.T.K. 
Sa commission technique compte dans ses rangs Roland Hernaez, actuellement 10e Dan nihon Taijitsu et fondateur de la méthode.
Cette fédération organise la première compétition de Kendo en France en 1959. 
En 1963, Claude Falourd devient directeur technique, puis Vice Président. Elle organise un gala d'arts martiaux à Paris, avec le champion du monde de Judo Anton Geesink, Hiroo Mochizuki (fondateur par la suite du Yoseikan budo) et Raymond Cocatre pour l'Aikido.
Le retour de maître Mochizuki en France fait beaucoup pour pérenniser l'aïkido en France.
La même année la fédération, victime de dissensions internes, est dissoute.